# Ратуша Ландсхута
Ратуша Ландсхута (нем. Rathaus Landshut) — административное здание, расположенное в центре баварского города Ландсхут, недалеко от церкви Святого Мартина. Современный вид здание приобрело после объединения трех готических домов, приобретенных городом в 1380—1503 годах, и перестройки по проекту архитектора Леонарда Шмидтнера в 1860—1861 — по образцу старинной ратуши Рёмер во Франкфурте-на-Майне.

## История и описание
Крупное здание ратуши Ландсхута, расположенное в пределах прямой видимости от церкви Святого Мартина, было создано путем объединения и перепроектирования трех изначально отдельных готических домов. В 1380 году городские власти приобрели средний дом, а в 1452 и 1503 годах к нему были добавлены соседние строения; в 1570—1571 была проведена реконструкция северного крыла, которое получило угловое окно-эркер.
Во второй половине XIX века последовала комплексная перестройка всего ансамбля, получившего свой сегодняшний вид: в 1860—1861 годах здание было перестроено по проекту архитектора Леонарда Шмидтнера, взявшего за образец старинную ратушу Рёмер во Франкфурте-на-Майне, а в период с 1876 по 1880 год германо-австрийский архитектор Георг фон Хауберриссер изменил дизайн главного зала здания на неоготический. В 1880—1882 годах зал был расписан: картины-фрески художников Людвига фон Лёффца, Рудольфа фон Зайтца, Августа Шписа (1841—1923) и Конрада Вайганда (1842—1897) были созданы на сюжет о позднесредневековой свадебной процессии (XV век). Сегодня здание мэрии Ландсхута открыто для свободного посещения.